# 羽保屋山
羽保屋山（はほやさん）は、秋田県大館市にある山である。

## 概要
奥羽山脈の北部、高森山地に属する羽保屋山は大館市から小坂町に至る樹海ライン沿いにある雪沢地区の北方に位置する。
周辺を400m前後の里山に囲まれ、山容は近づかないと望めないが、山頂には羽保屋大神の社が建ち、古くから信仰の山として里の人に崇拝されてきた。また、小坂鉱山の煙害被害復旧のモデルでもあった。しかし、大館市のシンボルである鳳凰山の陰になり、一般的には知名度は低い。
登山道は、大川目沢に沿った大川目林道の途中にあり、林道沿いに鳥居がある場所が登山口となる。登山口から直ぐに吊り橋を渡り、御滝分岐を左折、さらに杉林の中を進むと、中御殿の小祠がある。そこから、カラマツ林を通り、つづら折りの急坂を登ると平坦地となる。まもなく杉木立のある前岳につく。そこから尾根筋を進むと社がある山頂につく。
右の写真では、手前のピークが前岳で、奥のピークが羽保屋山である。山頂には三等三角点がある。

## 民話

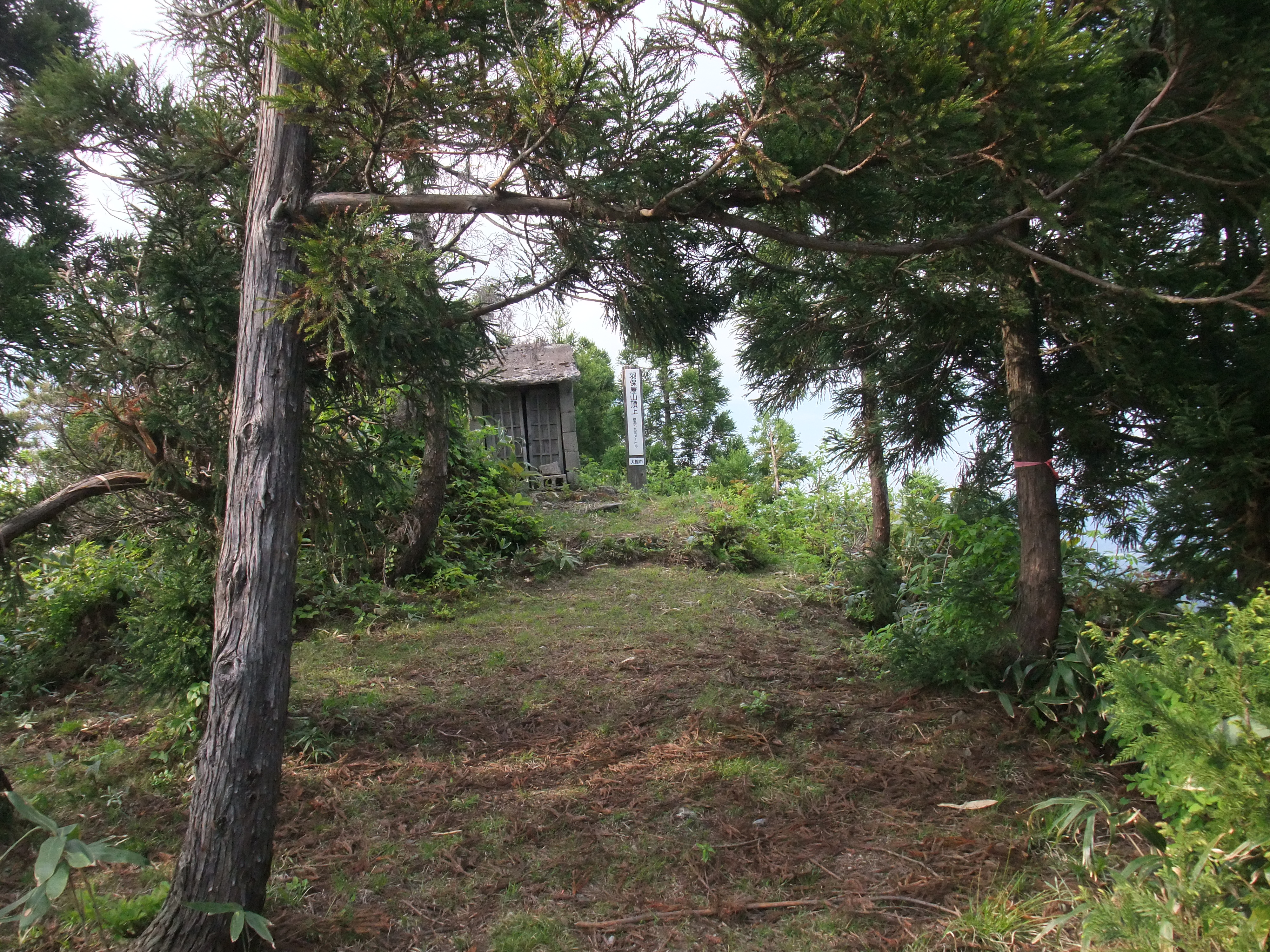
羽保屋山山頂

昔、釈迦内村に住む男が長木村の羽保屋山へ、マダの木の皮を剥ぎに出かけた。仕事は順調に進み、家に帰る帰路、道ばたに大きな鏡餅が3つ落ちていた。男はそれを拾い、息子の太郎に食べさせようと足を速めた。ところが、男は急に激しい空腹を覚え、我慢しきれなくなって、餅の1つにかじりついた。
激しい空腹のため、思わず3つの餅を食べてしまうと、男の体はぐんぐん大きくなる。家に帰り着いたが、男は家の中にも入れない。父の帰りを待っていた太郎が驚いて外に飛び出すと父は山のような大男に変わり、泣いている。
事情を説明し「オレはもう山へ行って暮らすから、お前は立派な人になってくれ」と泣きながら山の方に歩いて行った。この話は村中に広がり、村人たちは気味悪がって太郎の家に近づかなかった。幼い太郎は暗い家の中で毎日父の名を叫びながら泣き続けた。
それからまもなく、長木村のあちこちで、毎晩農作物が荒らされ、そこには大きな足跡がいくつも残っていた。「このままでは農作物が全滅してしまう」ということで、村人は何日も相談した結果、羽保屋山に祠を建てて、大男の悲しみを慰めることにした。これが、今の羽保屋大神である。それからは、農作物が荒らされることもなく、太郎も村人からの援助で立派な成人になったという。